# Trực Ninh (xã)
	Trực Ninh		là một xã thuộc tỉnh Ninh Bình, Việt Nam. Trụ sở xã nằm cách phường Hoa Lư - trung tâm tỉnh lỵ Ninh Bình 31 km về phía Đông.		
Theo Nghị quyết số 1674/NQ-UBTVQH15 ngày 16/6/2025 về sắp xếp các đơn vị hành chính cấp xã của tỉnh Ninh Bình năm 2025, 	sắp xếp các xã Trực Thanh, Trực Nội và Trực Hưng thành xã mới có tên gọi là xã Trực Ninh.	
Xã Trực Ninh	có diện tích:	17,26	km², 	dân số:	18.453	người, mật độ dân số: 	1069	người/km². 	
Đây là đơn vị có diện tích xếp thứ:	123	, số dân xếp thứ: 	122	và mật độ dân số xếp thứ: 	77	trong số 129 xã, phường ở Ninh Bình.  
Xã này nằm trên Quốc lộ 21B, Đường cao tốc Ninh Bình – Hải Phòng, và cũng là nơi có sông Ninh Cơ chảy qua.
1. ↑  Nghị quyết của Quốc hội về sắp xếp các đơn vị hành chính cấp xã của tỉnh Ninh Bình năm 2025